# Суслик Франклина
Суслик Франклина (Poliocitellus franklinii) — представитель семейства наземных белок Xerinae, обитающий в Северной Америке, и единственный представитель рода Poliocitellus. Из-за разрушения прерий популяции сусликов Франклина сократились, приближаясь к уровню беспокойства. Его сокращение в восточной части ареала в основном связано с фрагментацией среды обитания.

## Таксономия
Суслик Франклина был впервые описан Джозефом Сэбином в 1822 году, который назвал его в честь британского исследователя Арктики сэра Джона Франклина. Ранее его относилик к собственному подроду Poliocitellus в роде насторящих сусликов Spermophilus, но поскольку секвенирование ДНК гена цитохром b показало, что род Spermophilus является парафилетическим, теперь этот вид помещен в отдельный род. Предполагается, что суслик Франклина является сестринским таксоном  по отношению к кладе, объединяющей  не только род Xerospermophilus (4 вида: мохавеский, перотеский, пятнистый, голохвостый суслики) и луговых собачек (Cynomys).
Общепризнанных подвидов не существует.

## Описание

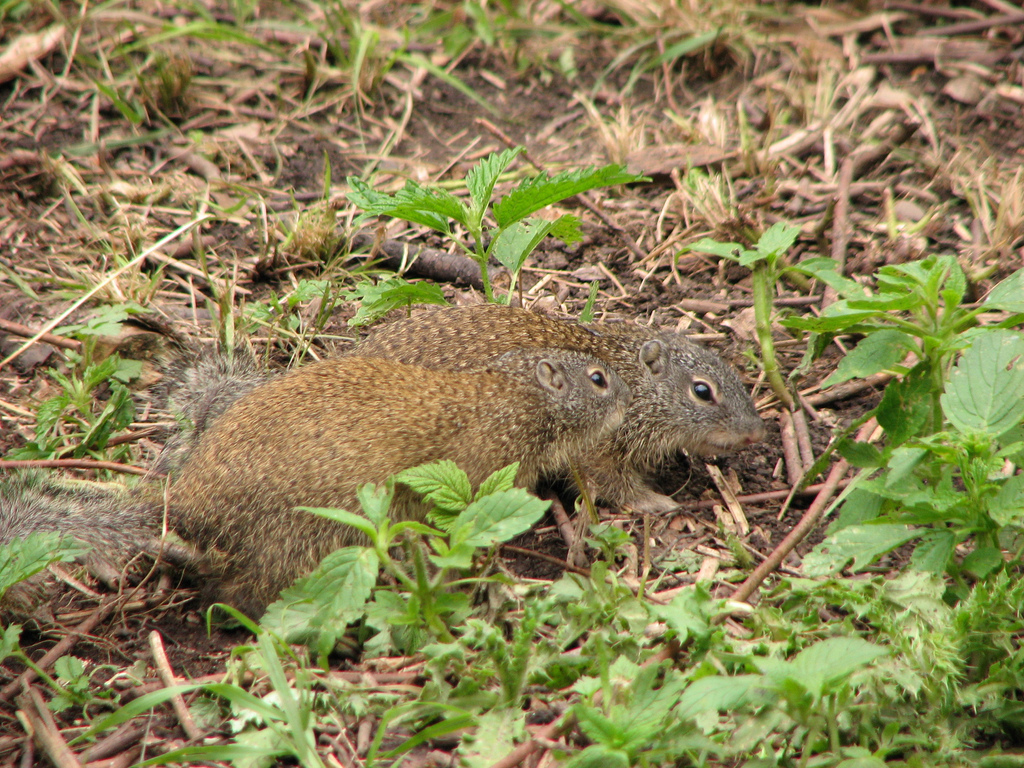
Cуслики Франклина при встрече обнюхивают друг друга. Парк Уинстона Черчилля, Альберта, Канада.

Суслик Франклина — это суслик типичного размера, общая длина взрослых особей которой составляет от 36 до 41 см, включая хвост длиной от 11 до 15 см. Самцы весят около 370 г весной и до 950 г осенью. Для сравнения, самки значительно легче и пропорционально меньше прибавляют в весе в течение года, веся около 320 г весной и до 760 г осенью. Мех коричневато-серого цвета со светлыми и темными крапинками, а на брюшной стороне мех желтовато-белый. Хвост более тёмный, черноватого цвета, а голова равномерно серая.
Во многих отношениях суслик Франклина очень похожа на обычную в США восточную серую белку. Однако у него более короткий и менее пушистый хвост, более короткие уши, более длинные когти, на крупе есть пятно слегка желтоватого меха, которого нет у  серой белки. Другие местные беличьи, с которыми его можно спутать, включают суслика Ричардсона, более крупный, плотного телосложения и с более длинным хвостом, и колумбийского суслика, у которого заметно красноватый мех.
У суслика Франклина есть несколько запаховых кожных желёз. В углах рта есть небольшие железы, которые, по-видимому, используются при приветствии других представителей того же вида, и несколько желез, идущих от плеч к тазу, которые могут использоваться для обозначения нор. Однако самые большие железы — это три анальные железы, одна над анусом и ещё две по бокам с каждой стороны. Они издают мускусный запах во время брачного сезона и встречаются у представителей обоих полов.

## Распространение и среда обитания
Суслик Франклина встречается от центральной Альберты до южной Манитобы в Канаде, а также  от Северной Дакоты и Миннесоты и на юг до северного Канзаса и северо-западной Индианы в Соединённых Штатах. В этом регионе он обитает в высокотравных прериях с густым растительным покровом, часто вдоль границ лесов или болот.

## Биология

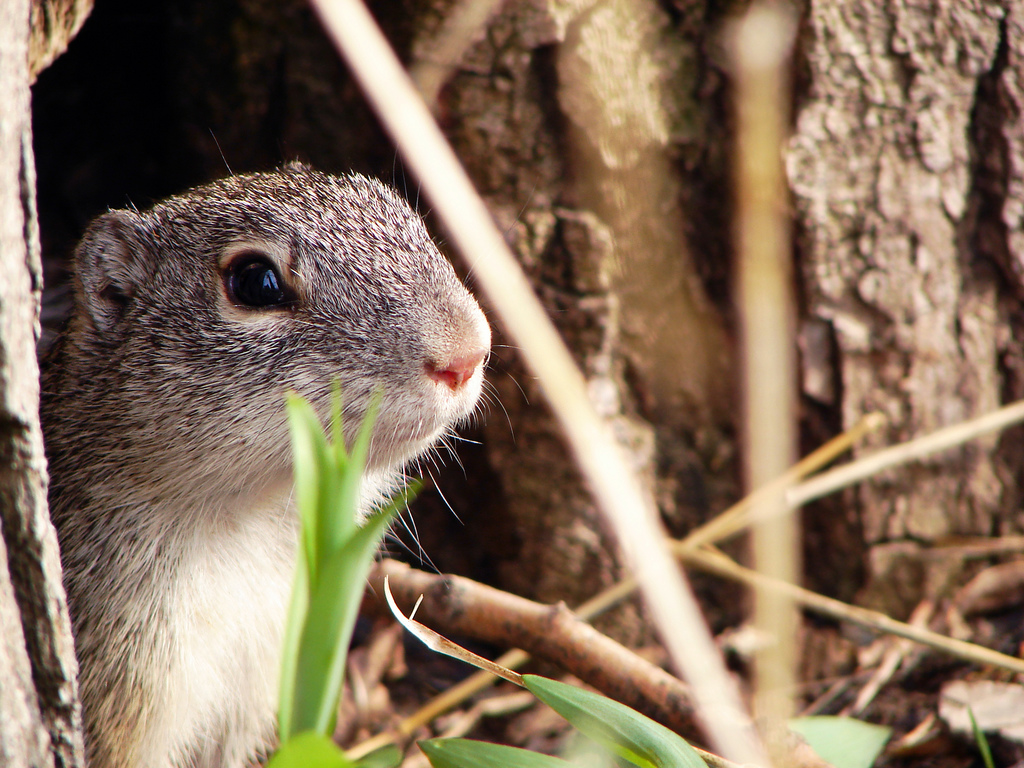

Суслик Франклина всеяден, питается в основном растительной пищей весной и в конце лета, но мясо и яйца составляют значительную часть их рациона в начале лета. Весной они питаются корнями, молодыми побегами и травами, переходя на листья и цветы, а затем в течение года на плоды и семена. Среди поедаемых растений одуванчик, крапива двудомная, бузина красная, белый клевер и дикий горох, а также огородные овощи. Потребляемый животнвя пищу состоит из насекомых, яиц, мелких грызунов, рыб и лягушек, кроликов и даже взрослых крякв.
Суслик Франклина впадает в спячку примерно с августа по апрель, хотя это зависит от конкретной особи. Самцы обычно впадают в спячку раньше, чем самки, а взрослые особи раньше, чем сеголетки, которым требуется больше времени для накопления запасов жира. Барсуки являются основными хищниками сусликов Франклина, хотя их также едят койоты, лисы, ласки, ястребы и змеи.
Брачный сезон начинается весной, как только белки выходят из своих нор, и продолжается до июня, в течение которого пары часто могут совместно занимать одну нору. Беременность длится 28 дней. В помёте может быть от двух до тринадцати щёнков, в среднем восемь. Детеныши рождаются голыми и слепыми, их глаза открываются только через 18–20 дней. ПИтание молоком матери прекращается в 30-дневном возрасте. Самки не становятся половозрелыми до второго года жизни, но могут жить от четырёх до пяти лет, в то время как самцы обычно редко доживают до двухлетнего возраста.

## Поведение
Суслик Франклина дневной, проводит ночь в норах, обычно построенных на крутых склонах. Норы имеют диаметр около 8 см и простираются в среднем на 43 см под землей. Они состоят из единственной гнездовой камеры, выстланной сухими растениями, и нескольких боковых туннелей, ведущих к кладовым (местам хранения пищи) и уборным. Норы обычно имеют два или три входа.
В каждой норе живёт только один или два суслика весной и летом, в это время животные ведут себя обычно асоциально. В Северной Дакоте у самцов средний индивидуальный участок составляет 24 га, а у самок 9 га, хотя индивидуальные участки отдельных сусликов могут существенно перекрываться, плотность их населения составляет от 1,3 до 2,5 особей на гектар. Зимой в одной норе могут жить несколько особей.